# 馬拿瓜
馬納瓜（西班牙語：[maˈnaɣwa]）是尼加拉瓜的首都及第一大城市，也是中美洲地區第二大城市。位於尼加拉瓜的西部以及尼加拉瓜第二大湖——馬納瓜湖的沿岸。該城在1852年被訂為尼加拉瓜的首都。
馬納瓜的人口有1,617,096人(2004年) 其中大多數為說西班牙語的麥士蒂索人，除此之外尚有敘利亞人、巴勒斯坦人、亞美尼亞人、日本人、華人的居住社群。
在文化上，馬納瓜是著名的尼加拉瓜手語的誕生地。

## 歷史

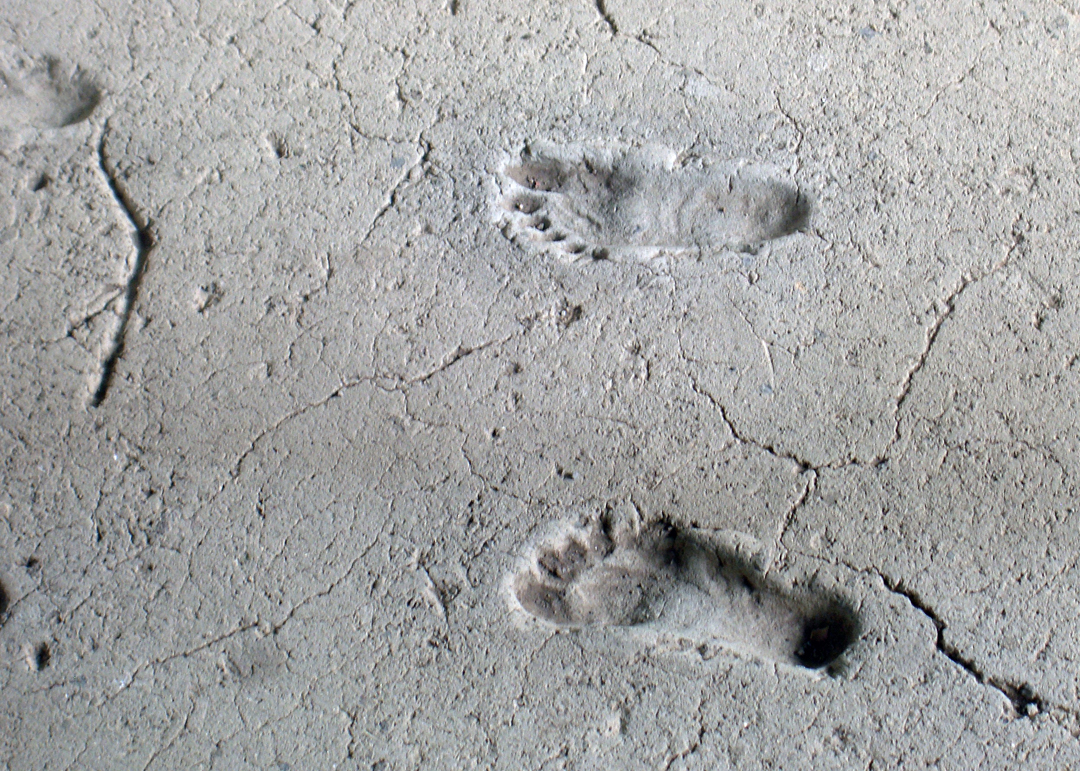
於馬納瓜阿卡瓦林卡保存的人類足跡

尼加拉瓜早在公元前12,000年就已有古印第安人居住，在馬納瓜西北部阿卡瓦林卡地區有著長達4公里，距今約6,000年前人類足跡遺留在泥炭上的痕跡。
馬納瓜最早的雛形為前哥倫布時期的漁業小鎮，1819年正式被命名為Leal Villa de Santiago de Managua。尼加拉瓜於1838年成為一個獨立國家，初期格拉纳达與莱昂爭奪尼加拉瓜的首都而爭執不休。格拉納達為保守黨的根據地，而萊昂則為自由黨的地盤。馬納瓜在雷昂和格拉纳达兩座城市之間的地理位置使其成為一個合乎邏輯的妥協地，因此，馬納瓜於1852年被正式選為該國的首都。從1852年定都到1930年，馬納瓜都市發展迅速，但同時也遭逢許多天災的破壞。這座城市在1876年和1885年受洪水侵襲，而1931年尼加拉瓜地震和1936年的大火摧毀了這座城市的大部分地區；後來在尼加拉瓜總統安納斯塔西奧·索摩查·加西亞的統治下，這座城市得以重建並開始迅速發展，在1970年代前，馬納瓜已經成為中美洲最發達的城市之一。
1972年馬拿瓜再度遭受大地震的侵襲，造成超過一萬人的死亡，這場地震與1980年代的內戰嚴重破壞了城市的發展，到1990年代中期才開始復甦。目前馬納瓜依然是尼加拉瓜的經濟中心。

## 地理
馬納瓜位於馬納瓜湖南岸。除了只在位于其东南的-尼加拉瓜湖-中發現的淡水鯊魚外，其它魚種与尼加拉瓜湖的一样。自1927年以來，排往湖水中的废水已得到一個由德國政府資助的,位于拉斯梅塞德斯的汙水處理廠淨化。

## 氣候
馬納瓜，像很多尼加拉瓜西部的城市，除了南方的山脈屬熱帶氣候，平均氣溫28至32℃（82至90°F）。在柯本氣候分類法中，全市擁有熱帶乾濕氣候。十一月至四月之間存在著明顯的旱季，而大部分的降雨是五月至十月間。溫度最高是三、四月份，當太陽位於頭頂但夏季降雨尚未開始。
| 马那瓜                      | 马那瓜      | 马那瓜      | 马那瓜      | 马那瓜      | 马那瓜      | 马那瓜      | 马那瓜      | 马那瓜      | 马那瓜      | 马那瓜      | 马那瓜      | 马那瓜      | 马那瓜       |
| 月份                        | 1月         | 2月         | 3月         | 4月         | 5月         | 6月         | 7月         | 8月         | 9月         | 10月        | 11月        | 12月        | 全年         |
| --------------------------- | ----------- | ----------- | ----------- | ----------- | ----------- | ----------- | ----------- | ----------- | ----------- | ----------- | ----------- | ----------- | ------------ |
| 平均高温 °C（°F）           | 31.0 (87.8) | 32.1 (89.8) | 33.6 (92.5) | 34.3 (93.7) | 34.0 (93.2) | 31.4 (88.5) | 30.9 (87.6) | 31.4 (88.5) | 30.3 (86.5) | 30.8 (87.4) | 30.6 (87.1) | 30.8 (87.4) | 31.8 (89.2)  |
| 平均低温 °C（°F）           | 20.4 (68.7) | 20.6 (69.1) | 21.7 (71.1) | 22.6 (72.7) | 23.4 (74.1) | 23.0 (73.4) | 22.6 (72.7) | 22.4 (72.3) | 22.2 (72.0) | 22.1 (71.8) | 20.9 (69.6) | 20.0 (68.0) | 21.8 (71.2)  |
| 平均降雨量 mm（）           | 9 (0.4)     | 5 (0.2)     | 3 (0.1)     | 8 (0.3)     | 130 (5.1)   | 224 (8.8)   | 144 (5.7)   | 136 (5.4)   | 215 (8.5)   | 280 (11.0)  | 42 (1.7)    | 8 (0.3)     | 1,204 (47.5) |
| 平均降雨天数（≥ 1.0 mm）    | 1           | 0           | 0           | 0           | 11          | 13          | 15          | 15          | 15          | 15          | 5           | 0           | 90           |
| 平均相對濕度（％）          | 69          | 64          | 62          | 61          | 70          | 80          | 79          | 81          | 82          | 83          | 78          | 73          | 74           |
| 月均日照時數                | 263.5       | 254.2       | 291.4       | 276.0       | 229.4       | 186.0       | 151.9       | 195.3       | 210.0       | 223.2       | 231.0       | 248.0       | 2,759.9      |
| 来源：Wetter Spiegel online |             |             |             |             |             |             |             |             |             |             |             |             |              |

## 交通

### 公路
馬納瓜是尼加拉瓜地理位置最優越的城市之一。尼加拉瓜的所有主要道路均通往馬納瓜，並且往返首都的公共交通十分便利，通往馬納瓜的主要公路有四條。城市目前沒有鐵路運營，因在1980年代後，尼加拉瓜的鐵路均已失修未再使用。

### 航空
奥古斯托·塞萨尔·桑地诺国际机场是尼加拉瓜共和国首都馬納瓜的国际机场，是馬那瓜與尼加拉瓜最主要的机场，以该国民族独立领袖奥古斯托·塞萨尔·桑地诺的名字命名。

## 马那瓜相册

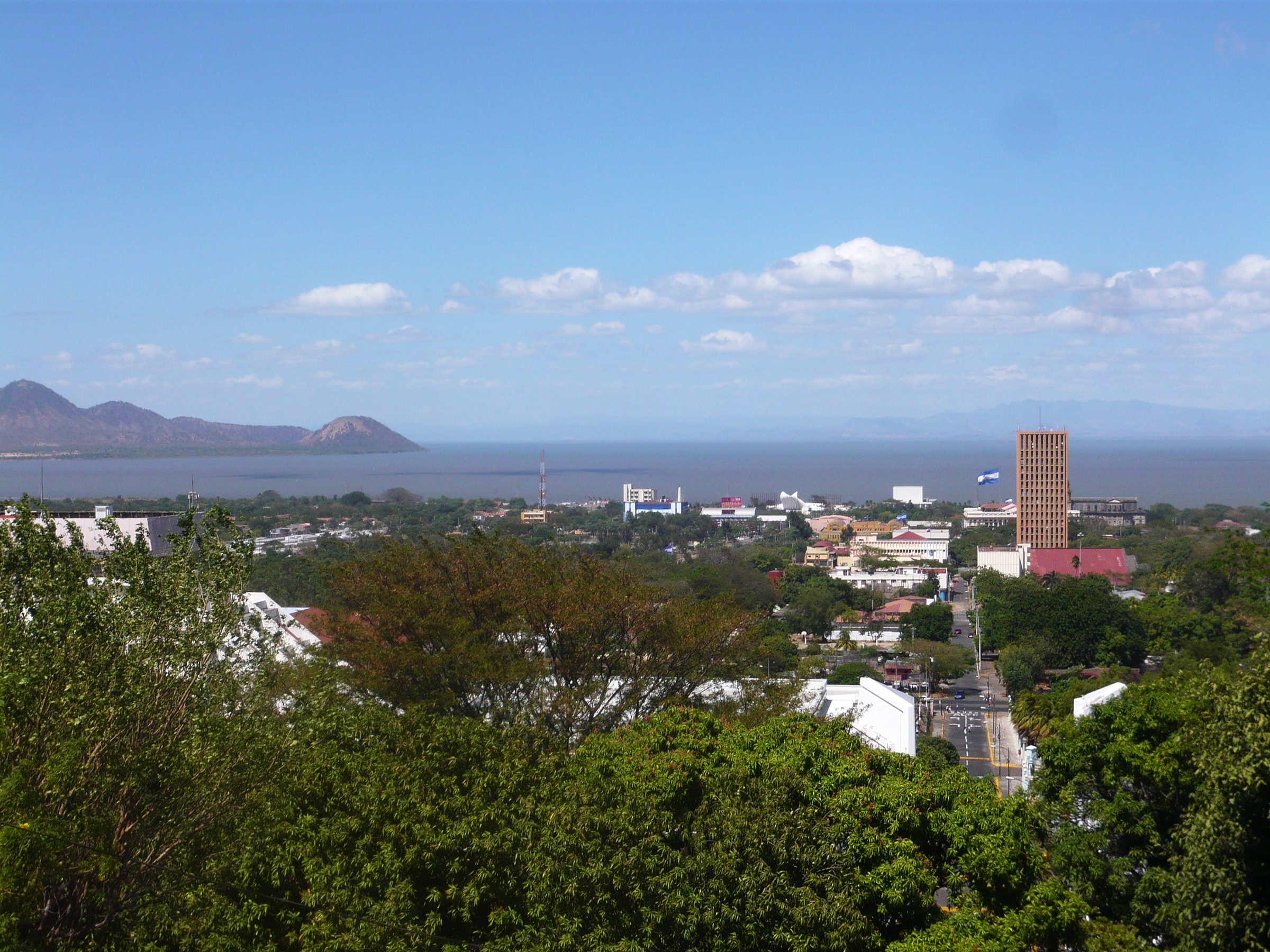
城市景觀
夜景
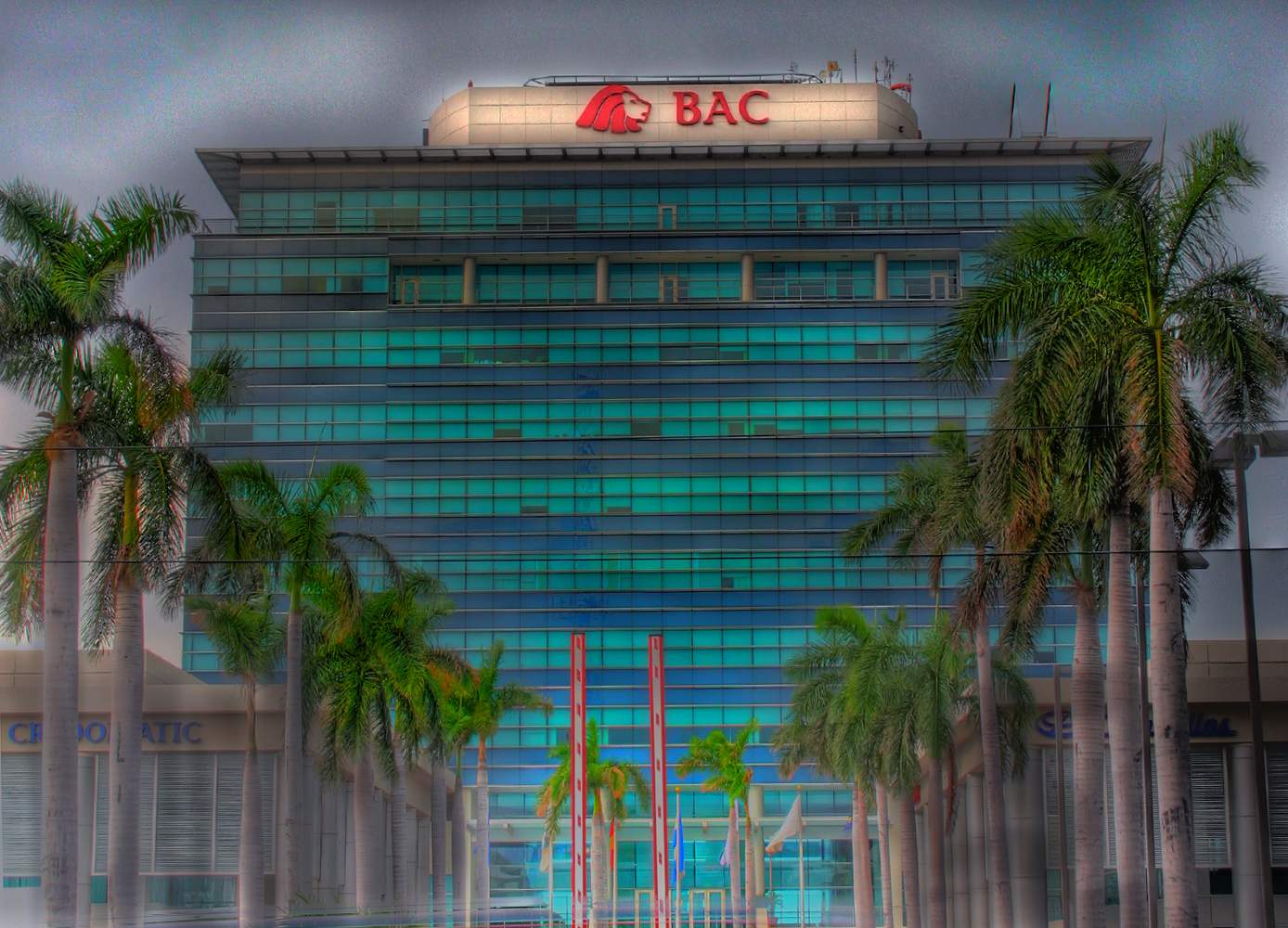
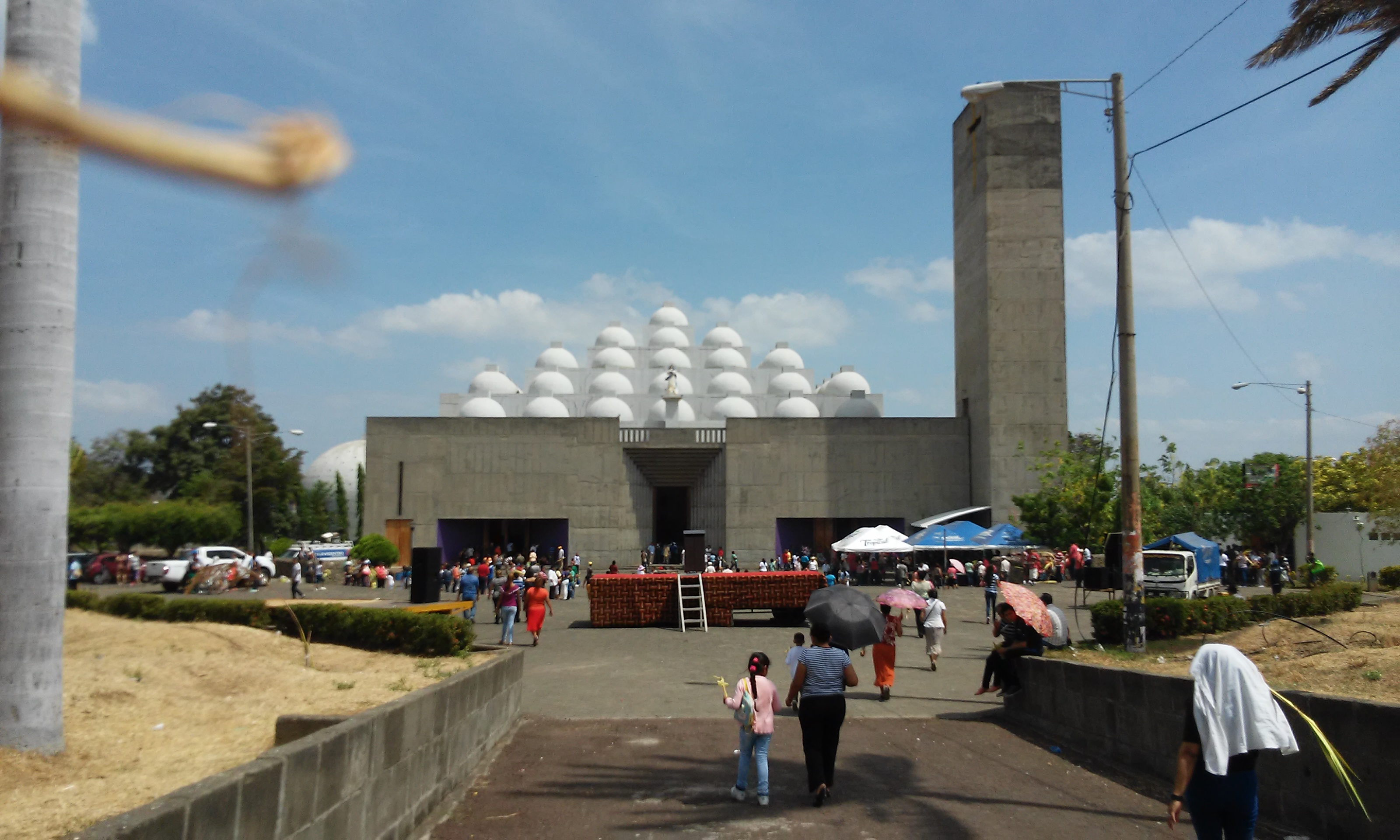
聖母無原罪主教座堂
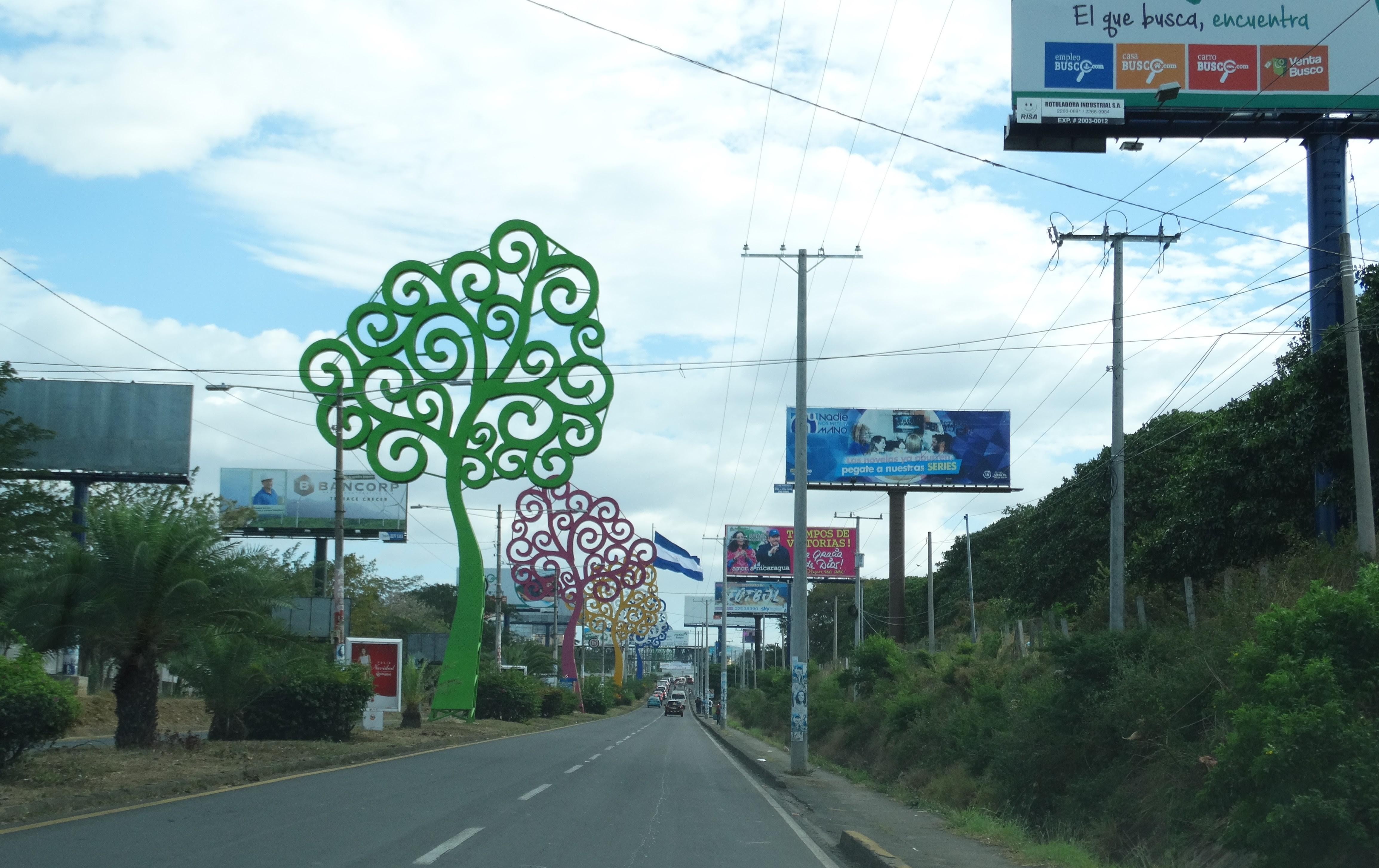
『生命之樹』裝置藝術
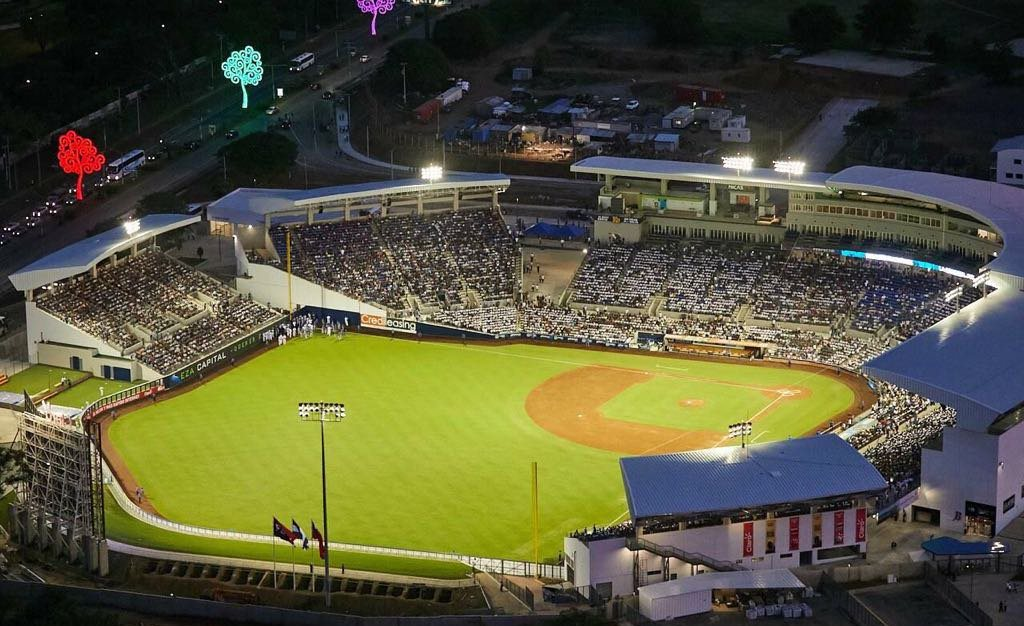
丹尼斯·馬丁尼茲國家體育場

## 姐妹市
| - 约旦安曼 - 荷蘭阿姆斯特丹 - 哥伦比亚波哥大 - 委內瑞拉加拉加斯 - 巴西库里蒂巴 - 危地马拉城 - 美国麦迪逊 - 西班牙马德里 - 英国曼彻斯特 - 美国迈阿密 - 法國蒙特利马尔 |  | - 加拿大蒙特利尔 - 巴拿马巴拿马城 - 基多 - 法國蘭什 - 巴西里约热内卢 - 圣何塞 - 特古西加尔巴 - 薩爾瓦多圣萨尔瓦多 - 智利圣地亚哥 - 中華民國（臺灣）台北 - 玻利维亚拉巴斯 |